# Edler

Corona heráldica de Edler, con 5 perlas visibles.

Edler (en checo šlechtic z) fue hasta el año 1919 el rango más bajo de la nobleza en Austria-Hungría y Alemania, justo por debajo de «Ritter» (caballero hereditario), pero por encima de nobles sin título, que utilizaron sólo la partícula nobiliaria von antes de su apellido. Se le ha dado todo a los funcionarios públicos y oficiales militares, así como aquellos a los que había sido el rango inferior de una Orden confiere. El nombre de Edler proviene del adjetivo edel ("noble"), y traducido literalmente significa "[persona] noble". De acuerdo con las reglas de la gramática alemana, la palabra también puede aparecer como Edle, Edlem o Edlen según el caso, el género y el número.
En un principio, desde la Edad Media, bajo el sistema feudal (en Europa y en otros lugares), a la nobleza pertenecían generalmente quiénes tenían un feudo, a menudo tierras hereditarias que eran trabajadas por sus vasallos. Para preservar la práctica feudal de nombres, incluso en los casos en que los burócratas de rango superior recibieron títulos de nobleza por su servicio y/o mérito. En los siglos XVIII, XIX y principios del siglo XX, la vieja práctica de designar a un noble con una denominación territorial se continuó por tradición.
Por lo tanto, los nobles sin tierra fueron creados bajo la fórmula “Edler von XYZ”: o bien el apellido o el nombre del lugar, seguido de la preposición alemana von, que, en este contexto, fue llevado a denotar nobleza. La traducción sería normalmente “Noble de XYZ”. Con frecuencia, la partícula nobiliaria von, se representa simplemente con la abreviatura “v” para especificar que se usaba para denotar un miembro de la nobleza, y no simplemente como la ordinaria preposición del alemán von.
Un ejemplo de tal nombre de una persona y el título es “Josef Draginda, Edler v. Draginda”. Su esposa habría sido, por ejemplo, “Johanna Draginda, Edle v. Draginda”, ya que Edle (sin la “R” era utilizado para las hijas y esposa).

## Actualidad
Al ser abolida la nobleza en 1919 en Alemania el título se transformó en una las piezas dependientes del apellido legal cuando la nobleza alemana fue despojada de sus privilegios en el marco del artículo 109 de la Constitución de Weimar en 1919.
Hoy, después de haber perdido su condición de título de la Edle términos, Edler von etc no son algo que se traduce, a diferencia de antes de 1919. Los títulos no oficiales, sin embargo, conservan prestigio en algunos círculos de la sociedad.

## Familias
- Edler von Berger
- Edler von Emperger
- Edler von Eyben
- Edler von Friesack
- Edler von Hofmannsthal
- Edler von Musil
- Edler von Steinstätten
- Edler von Strehlenau
- Edler von Webenau
- Edler von Wohlleben
- Edler von Wolfszahn
- Edler zu Putlitz